# Boss of Me
Boss of Me é uma música criada pela banda They Might Be Giants. A musica foi escrita para ser tema da série televisiva Malcolm in the Middle. Em 2002 Boss of Me deu a banda seu primeiro Grammy Awards,  na categoria de Melhor musica escrita para Tema de Desenho, Televisão ou outra mídia visual.

## Charts
| Chart (2001)             | Posições |
| ------------------------ | -------- |
| Australian Singles Chart | 29       |
| Dutch Top 100            | 89       |
| UK Singles Chart         | 21       |